# Силвестър (Шантави рисунки)
Вижте пояснителната страница за други значения на Силвестър.
Силвестър Дж. Пусикет ср. (на английски: Sylvester J. Pussycat, Sr.) е измислен анимационен котарак, три пъти носител на три награди Оскар, който се появява в повече от 90 филмчета на „Шантави рисунки“ и „Весели мелодии“ между 1945 г. и 1965 г., често преследвайки Туити, Спийди Гонзалес или Хипъти Хопър. Името „Силвестър“ е игра на думи с felis silvestris, научното име на вида дива котка (Силвестър обаче е от домашните котки felis catus). Персонажът дебютира през 1945 г. в „Живот с пера“ (Life with Feathers) на режисьора Фриц Фреленг.